# R/2004 S 2

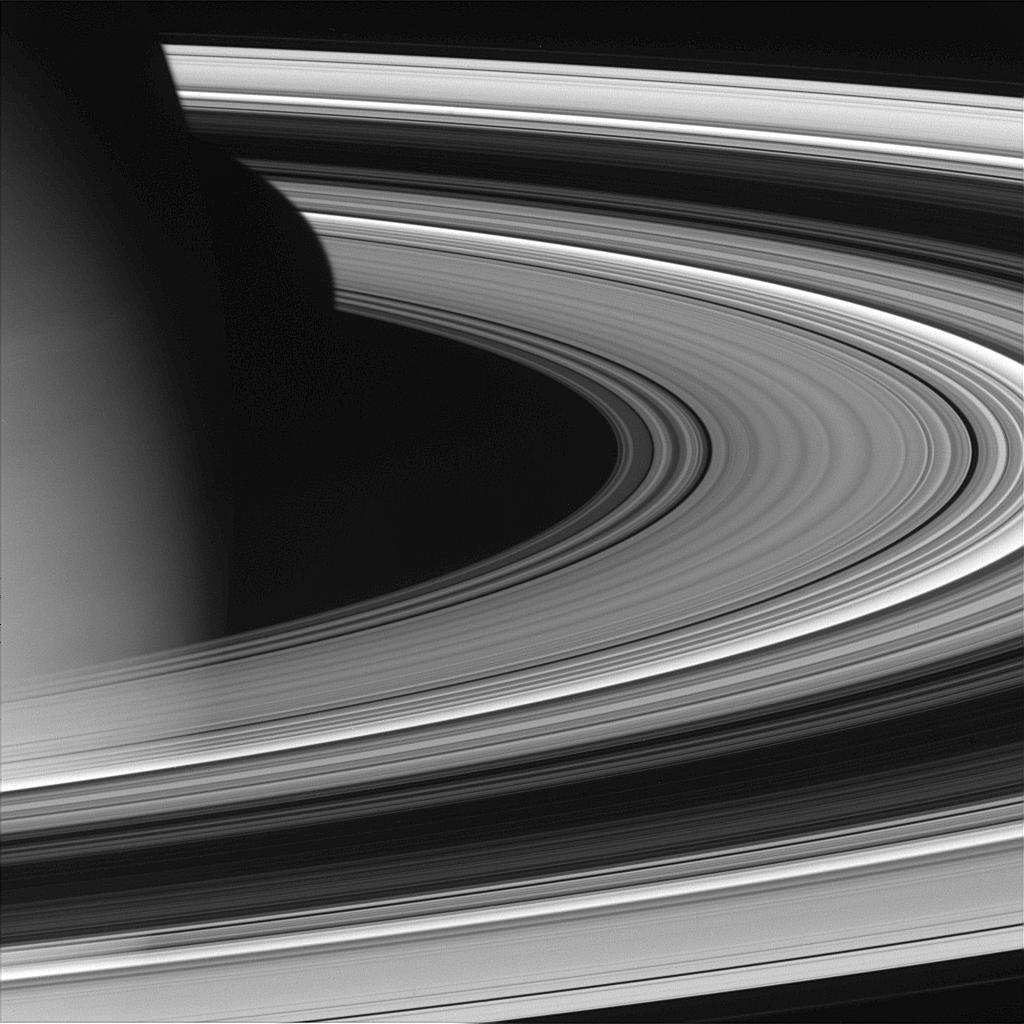
image de Saturne prise pas la sonde Cassini.

En astronomie, R/2004 S 2 est la désignation provisoire d'un anneau planétaire situé autour de Saturne.

## Caractéristiques
R/2004 S 2 orbite à 138 900 km du centre de Saturne, entre l'anneau R/2004 S 1 et l'anneau F, entre les orbites des lunes Atlas et Prométhée, sur une largeur d'environ 300 km.
Il s'agit d'un anneau très fin et très peu visible, découvert sur les images transmises par la sonde Cassini. Découvert en 2004, R/2004 S 2 est encore une désignation provisoire.